# François Marie Salembier
François Marie Salembier, né le 15 décembre 1764 à Isbergues (Pas-de-Calais) et mort le 6 novembre 1798 à Bruges (Belgique), est un chauffeur et bandit de grand chemin français.

## Biographie
Comme l'indique son acte de naissance François Marie Salembier, fils de Jacques Joseph Salembier, savetier et d'Anne Isbergue Delmarré (ou Delmar), est né à Isbergues le 15 décembre 1764 et a été baptisé le lendemain.
Alors âgé de 21 ans, le 4 octobre 1785, il épouse à Aire-sur-la-Lys Marie-Anne-Françoise Carpentier, âgée de 30 ans, fille de Jacques Carpentier et de Scholastique Berier.
Sans certitudes d'appartenance aux troubles révolutionnaires, en 1793, François Salembier est soupçonné d’être un agent d'émigré et de soutenir le fanatisme. Il est arrêté, emprisonné pendant plusieurs mois et acquitté par le tribunal révolutionnaire. Il s'engage dans les charrois militaires comme volontaire, avant de retourner à Aire-sur-la-Lys. Dans une période de récession et d'inflation, il fait la connaissance d'un fripier-brocanteur-escroc nommé « Mouquet » dit Cadet, qui lui propose d’entrer dans une société secrète. À son insu, il se trouve mêlé à une bande de brigands appelée « les chauffeurs du Nord » qui brûlaient les pieds de leurs victimes afin qu'ils avouent où ils cachaient leur argent, d'où le terme de chauffeurs.
Composé d'une centaine d'hommes, principalement de fripiers, forains ou colporteurs, la première opération à laquelle participe Salembier a lieu à Aire-sur-la-Lys. La bande entreprend de s’attaquer, le 5 ventôse an IV (27 février 1796) à un aristocrate, Pierre Marie Félix Olivier. Horrifié, Salembier apprend que la victime a été étranglée et s’enfuit, avant de rejoindre la bande qui a trouvé refuge à Lille. Il participe ensuite activement aux larcins et dans la nuit du 26 au 27 février 1796, il attaque la ferme de Noël Delplanque à Lambersart ainsi que plusieurs autres attaques le mois suivant. C'est à cette période qu'il côtoie Antoine-Joseph Moneuse.
Informé par sa femme qu'il est recherché par la police, il se cache mais commet d'autres attaques à Douai et Isbergues. Il est arrêté avec sa bande alors qu'il cherche à rejoindre Amiens. Transféré à la prison des Dominicains d'Arras, il s'évade le 12 mai 1796 et part pour Rouen. Fatigué de la vie de brigand, il repart ensuite à Aire-sur-la-Lys afin de partir en Belgique avec sa femme. Mais la bande de chauffeurs ne l'entend pas ainsi et il participe de nouveau à des attaques avant d'être arrêté à Valenciennes. Évadé une nouvelle fois, il sévit dans les départements de la Lys, de l'Escaut et du Nord.
Reconnu, il est alors recherché dans toute la région et son signalement est envoyé dans toutes les gendarmeries avec les indications suivantes : 30 ans environ, taille de 5 pieds 2 pouces (1,68 m), cheveux bruns, barbe noire et visage ovale.
Il décide alors de passer en Belgique où avec 3 complices, ils tentent un vol dans la cathédrale de Malines avant d'étrangler le conducteur de la voiture qui les conduit à Bruxelles pour être finalement arrêtés à Dunkerque le 4 frimaire an V (24 novembre 1796).
Transféré à Lille puis à Bruges, il est jugé, condamné à mort et guillotiné avec vingt et un de ses complices, le 16 brumaire an VII (6 novembre 1798).

## Littérature
En 1845, l'aventurier François Vidocq s’inspire de ce fait de société pour écrire son roman « Les chauffeurs du Nord »,.

## Hommages
Deux bières belges sont en rapport avec cet l'évènement :
- la « Brigand », produite par la brasserie Van Honsebrouck, consacre le mythe de la « guerre des paysans » de 1798-1799 ;
- la « Moneuse » est une bière populaire produite par la brasserie de Blaugies dans le Nord et en Wallonie, en référence au capitaine des chauffeurs du Nord : Antoine-Joseph Moneuse.

### Fonds d'archives
- Fonds : François Salembier.  Cote : 3 E 14/55. Archives départementales du Pas-de-Calais.